# Spitalul Clinic de Psihiatrie „Profesor Doctor Alexandru Obregia”
Spitalul Clinic de Psihiatrie „Profesor Doctor Alexandru Obregia” este un spital de psihiatrie din sectorul 4 al municipiului București, România.

## Istoric

### Începuturi
Încă din anul 1892, prim-ministrul Lascăr Catargiu a legiferat construirea a două spitale de psihiatrie la București (pentru a deservi Muntenia) și la Iași (pentru Moldova), ca urmare a insistențelor psihiatrului Alexandru A. Suțu. În 1893, Suțu și psihiatrul Alexandru Obregia, împreună cu președintele senatului Gheorghe Grigore Cantacuzino, au identificat terenul pe care spitalul urma să fie construit: moșia Popești, cu o suprafață de 120 de hectare, în apropierea deltei Văcărești, care se afla în proprietatea Eforiei Spitalelor Civile. Arhitectul Filip Xenopol⁠(d), șeful serviciului de arhitecți ai Eforiei, a fost însărcinat cu studierea construcțiilor de spitale din alte țări și cu proiectarea noului spital din București. La scurt timp însă Xenopol a decedat iar proiectul a fost întrerupt pentru un timp.
După anul 1899, când Alexandru Obregia a devenit directorul Direcției Sanitare din Ministerul de Interne, acesta a reluat planurile de proiectare ale spitalului. Planurile realizate de Xenopol s-au dovedit a fi neîncăpătoare pentru volumul de bolnavi care urmau să folosească spitalul. Grigore Călinescu⁠(d), arhitectul-șef al Ministerului de Interne, a fost cel care a elaborat planurile finale pentru construcția spitalului, în colaborare cu Obregia. În anii de dinainte, Obregia vizitase numeroase spitale psihiatrice din străinătate pentru a se inspira; printre acestea se numără Mauer-Öhling⁠(de)[traduceți] și am Steinhof⁠(en)[traduceți] din Austria și Ville-Évrard⁠(fr)[traduceți] din Franța.
În 1905, Obregia i-a înaintat lui Cantacuzino (devenit între timp ministru de interne) un raport în care sublinia necesitatea urgentă a construirii spitalului. În raport, Obregia își arăta nemulțumirea față de situația existentă a facilităților psihiatrice din România. În acele vremuri, azilul principal pentru bolnavi psihiatrici era cel de la Mărcuța, al cărui director era Obregia. Conform acestuia, azilul era supraaglomerat, iar bolnavii erau expuși la numeroase boli infecțioase, printre care malaria, dizenteria și tuberculoza. În finalul raportului, Obregia promitea creșterea ratei de vindecare a bolnavilor în noul spital și implementarea de măsuri care să reducă costul întreținerii acestora, precum coloniile agricole libere.
Pe data de 10 martie 1906, regele Carol I a promulgat Legea privind clădirea unui ospiciu de alienați lângă București, propusă de Obregia și Cantacuzino. Legea prevedea alocarea unui buget de 2 500 000 de lei pentru construcția spitalului, care urma să dureze doi ani.

### Construirea spitalului
Licitația pentru construirea spitalului a fost câștigată de frații G. și A. Eftimiu, împreună cu arhitectul Ion Socolescu; construcția a început anul următor, în 1907.
Specificațiile spitalului prevedeau o capacitate de 900 de bolnavi în sistem comun și 80 de pensionari, cu pacienții de diferite sexe urmând să fie separați. Dintre cele 34 de pavilioane, urmau să aibă destinație specială cele pentru copii, hidroterapie, bolnavi contagioși, bolnavi de tuberculoză și „alienați criminali”. Pavilioanele erau prevăzute cu săli separate de mese, de repaos de zi, dormitoare și camere de izolare. Pe lângă spital, mai urmau să se construiască clădiri administrative, locuințe pentru medici și o fermă cu pavilioane, cu acces liber pentru pacienți, în care aceștia puteau să muncească. Toate clădirile urmau să fie prevăzute cu instalații de încălzire centrală și iluminare electrică.
Până în 1910 fusese terminată construcția din roșu a celor 34 de pavilioane ale spitalului, împreună cu galeriile subterane. Din cauza lipsei fondurilor, lucrările de construcție au fost întrerupte în 1911. De asemenea, pe perioada Primului Război Mondial, lucrările de amenajare și dotare au fost și ele întrerupte, fiind reluate în 1921.
În august 1923, s-a deschis primul pavilion din spital, cel de ergoterapie (terapie ocupațională⁠(en)[traduceți]), condus de doctorul Mircea Bruteanu. În cursul anului 1923, bolnavii internați în pavilionul de ergoterapie au ajutat la amenajarea celorlalte pavilioane ale spitalului.

### Perioada interbelică
La 1 octombrie 1923 a fost inaugurat oficial Spitalul Central de Boli Mintale și Nervoase din București; la acea dată, acesta era cel mai mare spital din România. Obregia a fost numit director superior tehnic și administrativ prin înalt decret regal, funcție în care a rămas până în anul 1930. Cu ocazia numirii sale, au avut loc festivități la care au participat medicii Nicolae Minovici, Constantin Angelescu, Dimitrie Gerota, Gheorghe Banu și ministrul sănătății Ioan Lupaș. Cu ocazia festivităților, doctorul Goianu, director general în Ministerul Sănătății, a propus numirea noului spital după numele lui Obregia; propunerea a fost susținută de Gerota și de senatorul Mețulescu. Deși ministrul Lupaș a declarat că este de acord cu propunerea, aceasta nu a fost implementată.
În 1929, fotografii ale Spitalului Central și ale Clinicii de Psihiatrie au fost expuse pe câteva panouri la Expoziția Internațională de la Barcelona⁠(en)[traduceți].

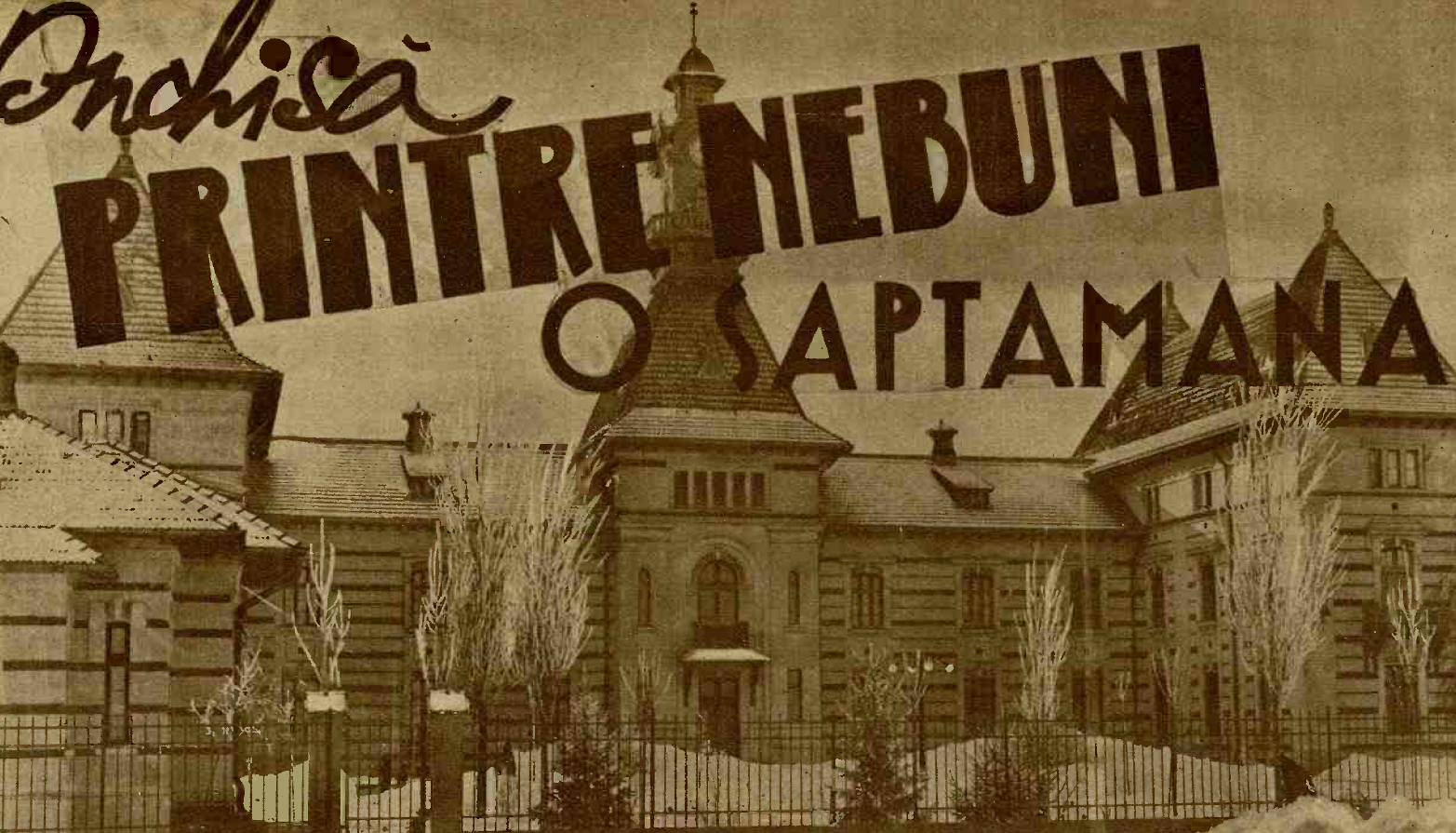
Imaginea de copertă a reportajului Margaretei Nicolau

După plecarea lui Obregia în 1930, conducerea spitalului a fost preluată de neuropsihiatrul Constantin Ion Parhon. Acesta a redenumit spitalul în Institutul de Boli Mentale, Nervoase și Endocrinologice. În anul 1934, la conducerea spitalului a venit medicul Petre Tomescu, care a schimbat denumirea spitalului înapoi în Spitalul Central. În același an, jurnalista Margareta Nicolau a revistei Realitatea ilustrată s-a internat o săptămână în spital sub pretextul de a suferi de melancolie după moartea iubitului ei, cu scopul realizării reportajului intitulat „Închisă printre nebuni o săptămână”
În 1935 au fost înființate în cadrul spitalului, pe lângă secțiile de psihiatrie și neurologie, alte două secții noi: de neurochirurgie, condusă de medicul Dumitru Bagdasar, și de endocrinologie, a lui Parhon. În același an, pe 22 iunie, a fost dezvelit în fața pavilionului central bustul lui Obregia, realizat de sculptorul Frederic Storck. La acest eveniment au participat ministrul sănătății Ioan Costinescu, Marius Nasta și alți medici.
În 1936, spitalul revine la numele de Institutul de Boli Mentale, Nervoase și Endocrinologice.
Pe la 1941, spitalul ajunsese să fie denumit popular Spitalul Central Mandravela, după numele cârciumii Mandravela, care se afla în apropiere, pe Șoseaua Olteniței.

### Perioada comunistă
În anul 1951, ca urmare a decretului 37/1951 pentru crearea spitalelor unificate, spitalul a fost redenumit în Spitalul unificat numărul 9 „Doctor Gheorghe Marinescu”, luând numele medicului Gheorghe Marinescu. Ținând cont că spitalul trebuia să deservească populația raionului Nicolae Bălcescu (în prezent, suprafața sectoarelor 4 și 5), în spital au fost fondate secții de medicină internă, chirurgie generală, obstetrică-ginecologie, pediatrie și ftiziologie.
Între anii 1967–1969, Maria Romana Obregia, fiica lui Alexandru Obregia, a realizat demersuri pentru redenumirea spitalului după numele tatălui ei. Aceasta a trimis cereri către Sfatul Popular al Orașului București, Ministerul Sănătății, Academia Republicii Socialiste România, Consiliul de Miniștri și Comitetul Central al Partidului Comunist Român. Cu toate că demersurile ei au fost susținute și de Societatea Română de Istoria Medicinei, ea a primit răspunsuri negative la toate cererile trimise. Cererea ei a fost reluată în 1975 de psihiatrul Paul Cortez⁠(d); unul dintre argumentele oferite a fost acela că Gheorghe Marinescu nu a lucrat niciodată în cadrul spitalului și este posibil să nu fi fost prezent decât o singură dată la spital, chemat pentru un consult.
În 1975, neurochirurgul Constantin Arseni a fondat în cadrul spitalului Centrul de Referință Național de Neurochirurgie, pe care l-a denumit după mentorul sau, Dumitru Bagdasar.
În anul 1988, spitalul avea o capacitate de 2 445 de paturi; dintre acestea, 1 346 erau rezervate numai pentru psihiatrie. Spitalul avea 35 de medici psihiatri. În acea perioadă, spitalul era unul dintre cele mai mari din Europa.

### Perioada postcomunistă
În anul 1993, s-a desprins de spital Spitalul Clinic de Urgență „Profesor Doctor Dumitru Bagdasar”, în prezent cunoscut drept Spitalul Clinic de Urgență „Bagdasar-Arseni”. În iunie 1995, s-a desprins din spital Institutul Național de Neurologie și Boli Neurovasculare.
Pe 4 martie 1998, prin ordinul nr. 342/1998 al ministrului sănătății Ion Victor Bruckner, spitalul a obținut denumirea pe care o are și în prezent, cea de Spitalul Clinic de Psihiatrie „Profesor Doctor Alexandru Obregia”.

## Dotări
În prezent, spitalul are un total de 17 secții de psihiatrie, o secție clinică de neurologie pediatrică, o cameră de gardă de psihiatrie și cabinete specializate pentru servicii medico-chirurgicale. Dintre cele 17 secții de psihiatrie, 14 sunt secții pentru adulți, una este pentru copii, iar două sunt secții de dezintoxicare.
De asemenea, spitalul dispune de compartimente de psihiatrie comunitară, reintegrare psiho-socială, psihoterapie, alcoologie și tulburări cognitive și de laboratoare de analiză.
Spitalul dispune de un total de 1229 de paturi.